# فرانسيستاون
فرانسيستاون هي ثاني أكبر مدن بوتسوانا، بلغ عدد سكانها في إحصاء (2011) 100،079 نسمة. تلقب بعاصمة الشمال.
تقع المدينة في شرق بوتسوانا ، على بعد حوالي 400 كيلومتر (250 ميل) من الشمال إلى الشمال الشرقي من العاصمة غابورون حيث تقع عند التقاء نهري تاتي ونتشي ، وبالقرب من نهر شاش (رافد ليمبوبو) وعلى بعد 90 كيلومترًا (56 ميلًا) من الحدود الدولية مع زيمبابوي.
كانت فرانسيستاون مركز أول اندفاع للذهب في جنوب إفريقيا وما زالت محاطة بمناجم قديمة ومهجورة. مدينة فرانسيستاون هي منطقة إدارية منفصلة عن منطقة شمال شرق. يدار من قبل مجلس مدينة فرانسيستاون. اللغة الرئيسية المستخدمة في فرانسيستاون وحولها هي كالانجا. اللغات الأخرى المستخدمة في المنطقة هي isiNdebele و ChiShona وكذلك SeTswana.